# Судебный поединок

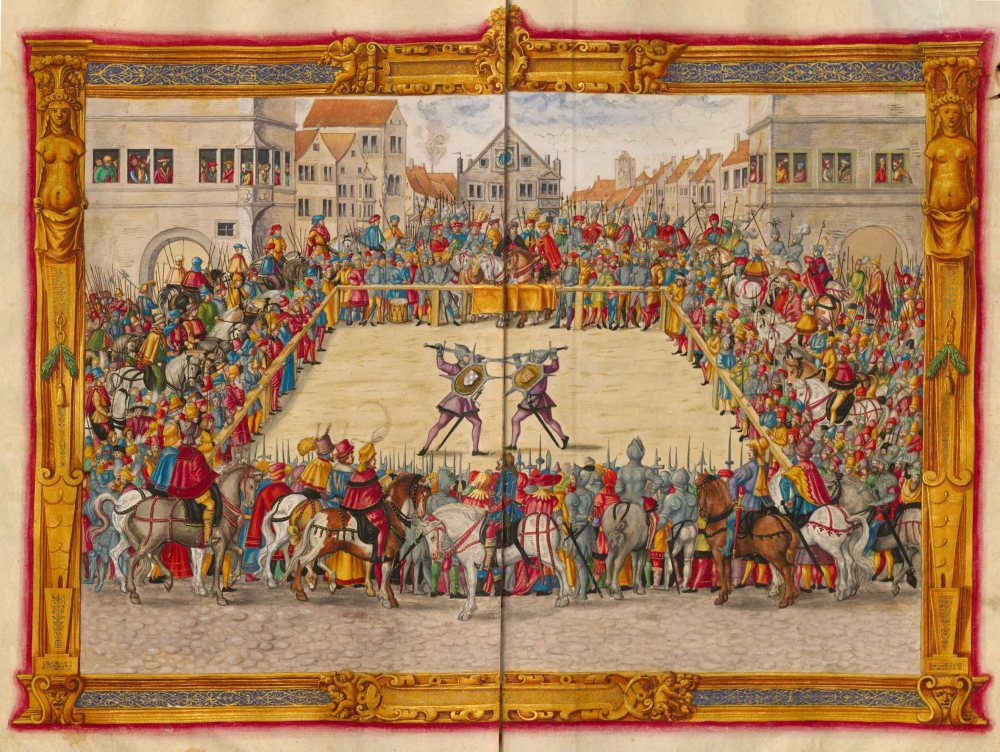
Судебный поединок в Аугсбурге (1409). Рисунок Йёрга Броя младшего из фехтовального трактата Пауля Гектора Майра. Около 1544 г.

Судебный поединок — один из способов разрешения споров в средневековой Европе, при котором исход спора решало единоборство сторон: победитель провозглашался выигравшим спор. Обычно использовался в случаях, когда установить истину путём допроса свидетелей было невозможно, но ни одна из сторон не признавала своей неправоты. По сути судебный поединок представляет собой санкционированную правом дуэль.

## Происхождение
Судебный поединок, в отличие от ордалий и других форм «Божьего суда», известных повсеместно, как способ разрешения споров предусматривался прежде всего Варварскими правдами и применялся в основном германскими народами (ср. хольмганг). Однако особая форма судебного поединка существовала также в Древней Руси, она получила название «поле». Судебный поединок не предусмотрен такими древнейшими правовыми источниками как Тора и Законы Хаммурапи; он не входил также и в римское право.
Согласно верованиям древних славян, битва была спором, отданным на решение божества. «То уже Богови судити» — обыкновенная формула, какую произносили князья перед началом военных действий. Поэтому и в частных раздорах, если обиженный восставал с оружием на обидчика, божество должно было помогать правому и карать нарушителя священных законов.

## Судебный поединок на Руси («поле»)
Судебные поединки на Руси известны с давнего времени. По словам арабских писателей X века Амина Рази и Мукаддези, описывавших традиции русов, «когда царь решит спор между двумя тяжущимися, и они решением его останутся недовольны, тогда он говорит им: разбирайтесь мечами своими — чей острее, того и победа». У славян поединок получил название «поле». Поле являлось по сути аналогом существовавшей в Европе ордалии, но несколько отличалось по форме.
Первые упоминания поля в русских источниках относятся к XI—XII веку. По одной из версий из летописных свидетельств, войны также иногда решались единоборством двух избранных от разных сторон. Состязание это происходило на виду обеих неприятельских армий. Исход его принимался за непреложный приговор божественной воли, которой равно подчинялись и те, на чью долю оставалась победа, и те, которые должны были признать себя осужденными. Как, например, традиционный богатырский поединок в начале битвы для поднятия боевого духа Пересвета и Челубея, сразу за которым произошла Куликовская битва.
В договоре смоленского князя Мстислава с Ригой и Готским берегом (1229 год) сказано: «русину не звати латина на поле биться у руской земли, а латинину не звати русина на поле биться у Ризе и на Готском березе. Аще латинески гость битеся межю собою у руской земли любо мечем, а любо деревем — князю то не надобе, мѣжю собою соудити; тако аще рускии гость биеться у Ризе или на Гочкоме березе — латине то не надобе, а те промѣжю собою урядятеся». Смысл этой статьи заключается в том, что русский не может вызывать немца на поединок в русскую землю, а немец русского в Ригу и на Готский берег. Князь не должен вмешиваться в поединки иноземцев на русской земле (не брать с них судебных пошлин), а немцы — в поединки русских людей.
Последующие законы определяют случаи, когда дозволялось поле, оружие, с которым обязаны были сражаться бойцы, и сам ход поединка.
Псковская Судная грамота постановляет, что выходить на поле могли не только мужчины, но и женщины. По общему правилу бой должен был быть равный, и поэтому малолетние, престарелые, больные, священнослужители, инвалиды и женщины могли нанимать и ставить вместо себя наёмных бойцов. Если иск подавала женщина против женщины, то наймиты запрещались.
Допускался также поединок между ответчиком и свидетелем, когда последний показывал против первого. Показания нескольких свидетелей сами по себе являлись доказательством и их наличие делало поединок ненужным.
Бой происходил под наблюдением приставов. Вероятно, при битве присутствовал посадник (об этом упоминается в Новогородской Судной грамоте).
Во Пскове стороны выходили на битву в доспехах. В Новгороде оружием были ослопы (дубинки, рогатины) и палки, а доспехами шишаки и железные латы. В Москве начала XVI в., по наблюдениям австрийского дипломата Сигизмунда Герберштейна, поединщики надевали кольчугу или пластинчатые латы, шлем и наручи, употребляя в качестве оружия копье, топор и двойной кинжал.
Те же положения развиты и в Судебнике Ивана IV. На «поле», кроме представителей власти, присутствовали ещё стряпчие и поручители со стороны тяжущихся. «Поле» допускалось и между свидетелями, показания которых противоречили друг другу. Бойцы одевались в латы, имели в руках щиты и дрались дубинками.
Стоглав запрещает «поле» для монахов и священников по всем преступлениям, кроме убийства.
Обычай решать спорные дела «полем» продолжал существовать в течение всего XVI века и исчез в XVII веке. Соборное уложение 1649 года ничего не упоминает о «поле», заменяя его присягой.

### Православная церковьи судебные поединки
Церковь протестовала против проведения судебных поединков. До нас дошёл протест митрополита Фотия (1410 год):

ещё же и сему наказаю: аще который человекъ позовется на поле да приидетъ к которому попу причаститись, ино ему святого причастья нет, ни целования крестнаго; а который поп дастъ ему святое причастие, тот поповства лишен. А кто утепет (убьёт), лезши на поле, (и) погубить душу — по великаго Василия слову душегубец именуется, в церковь не входит, ни дары не приемлет, ни богородицина хлеба причащениа-ж святаго не прииметъ осмнадцать лѣтъ; а убитого не хороните, а который поп того похоронит, тот поповства лишен

Главным образом духовенство восставало против колдовства и чар, к которым прибегали бойцы. Максим Грек жаловался, что судьи, вопреки очевидности свидетельских показаний, изобличающих виновного, присуждают «поле», а обидчики на то и рассчитывают: у них всегда есть «чародей и ворожея, иж возможетъ дѣйством сатанинским пособити своему полевщику».
В старинных лечебниках встречаются указания на те волшебные средства, обладая которыми, можно смело выходить на поединок:

«если хочешь быть страшен, убей змею чёрную, а убей её саблею или ножемъ, да вынь изъ нея языкъ, да и въ тафту зелёную и в чёрную да положи в сапогъ в левой, а обуй на том же месте. Идя прочь, назад не оглядывайся. Пришедши домой, положи (змеиный языкъ) под ворота в землю; а кто тебя спросить: где былъ? и ты с им ничего не говори. А когда надобно, и ты въ тотъ же сапогъ положи три зубчика чесноковые, да под правую пазуху привяжи себе утиральник и бери с собою, когда пойдешь на суд или на поле биться».
«С ветлы или березы надобно взять зелёный кустецъ… по нашему вихорево гнездо, и взять тот кустец, как потянет ветер-вихорь в зиме или летом, да середнее деревцо держать у себя — на суд ходить, или к великимъ людям, или на поли биться, и как бороться — держать тайно в сапоге в одном на правой ноге. А кто держитъ то деревцо у себя, тот человек не боится никого».

## Судебный поединок в Чехии
Порядок судебного поединка в Чехии регламентировался «Рядом земского права» . Согласно ему, суд об убийстве родственника кончался поединком. Противники перед битвою присягали, вооружение состояло из меча и щита. Состязание происходило в специальном месте, ограждённом перилами.
Утомленный боец мог просить отдыха до трёх раз. На время отдыха между соперниками клали бревно, через которое они не имели права переступать. Победитель отрубал своему врагу голову. Люди низкого звания должны были биться палками.
За малолетнего сироту выходил на поединок один из родственников. Если в суд за убийство мужа или родственника подавала вдова, и доходило до поединка, то ответчик должен был стать по пояс в яму и оттуда сражаться с ней. Той же льготой пользовались незамужние женщины, если они того желали, в противном случае им предоставлялось сиротское право.

## Судебный поединок в Германии

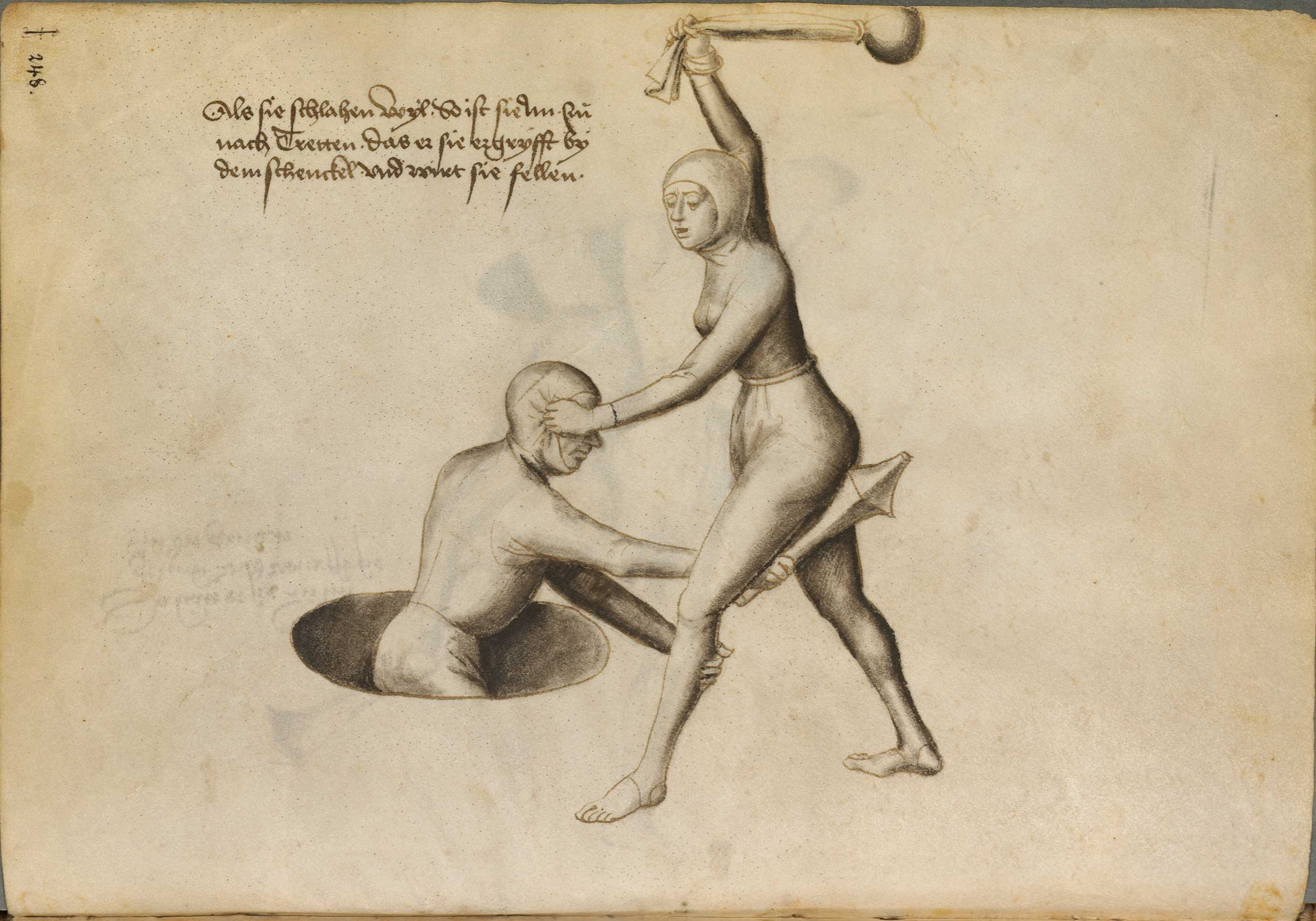
Судебный поединок мужчины с женщиной. Илл. из «Фехтовальной книги на 1467 год» Ханса Тальхоффера

## Судебный поединок в Англии
Обычай решать судебные споры поединками известен был как древним англам и саксам, так и датским викингам, однако широкое распространение он получил лишь после нормандского завоевания.
Монах из Бери-Сент-Эдмундс Джоселин Бракелондский в своей хронике рассказывает о поединке, произошедшем в 1163 году близ Рединга в Беркшире между бароном Генри де Эссексом, констеблем короля Генриха II Плантагенета, и его соседом Робертом де Монфором, обвинившим своего соперника в трусости, проявленной несколькими годами ранее в походе на Уэльс. Проигравшего схватку Генри оставили умирать на поле боя, но монахи соседнего аббатства Апостола Иоанна сумели его выходить. Чудом выживший барон лишён был королём своих земель, но получил дозволение окончить свои дни в спасшей его обители.
В 1571 года королева Елизавета I воспретила судебный поединок в гражданских делах. В уголовных делах судебный поединок исчез из английского законодательства только в 1819 году вследствие постановления парламента после дела Торнтона, который обвинялся в убийстве и хотел доказать свою невиновность судебным поединком.

## Судебный поединок во Франции
В «Хрониках» историка Столетней войны Жана Фруассара содержится рассказ о состоявшемся в 1386 году в Париже судебном поединке между вассалом герцога Алансонского Жаком Ле Гри и рыцарем Жаном де Карружем, обвинившим первого в изнасиловании своей супруги Маргариты де Карруж. Сообщение об этом знаменитом бое, который Фруассар наблюдал лично, содержится также в «Больших французских хрониках». Его использовал американский историк Эрик Джагер в книге «Последняя дуэль: правдивая история испытания битвой в средневековой Франции», которая в 2021 году была экранизирована режиссёром Ридли Скоттом.
В хронике придворного летописца Бургундского герцогства Жоржа Шателена и мемуарах историка и поэта Оливье Ламарша подробно описывается кровавый судебный поединок между знатными горожанами Жакотеном Плувье и Магюо, состоявшийся в 1455 году в г. Валансьене (совр. департамент Нор). Соперники с непокрытыми головами, тела которых слуги натёрли жиром от шеи до щиколоток, вооружённые дубинками и заострёнными щитами с изображениями святых, сошлись на усыпанной песком арене. После яростного обмена ударами, верх берёт истец Жакотен, повергший наземь своего противника, втёрший ему в глаза песок и выкрутивший руки, после чего полумёртвого проигравшего, тщетно взывавшего о пощаде к присутствующему здесь герцогу Филиппу Доброму, вешают.

## Судебный поединок в США
Перед Захватом Капитолия США 6 января 2021 года адвокат проигравшего президентские выборы Дональда Трампа Руди Джулиани призвал к судебному поединку.